# DreamSpark
Imagine (dříve DreamSpark) je program společnosti Microsoft, který zdarma poskytuje studentům a vyučujícím návrhářské a vývojářské nástroje. Tento program poprvé představil Bill Gates 11. února 2008 ve své řeči na Stanfordově univerzitě. Dá se předpokládat, že v současnosti má k tomuto programu přístup více než 35 milionů studentů. V současné době nabízí DreamSpark 176 programů..

## Podmínky přístupu
Při registraci do programu (a poté každých 12 měsíců) je třeba prokázat status studenta pomocí platné ISIC karty.

## Software nabízený zdarma
Součástí programu je následující software:
- Visual Studio 2010 Professional
- Visual Studio 2010 Express
- Visual Studio 2008 Professional Edition
- Visual Studio 2005 Professional
- Visual Basic 2008 Express Edition
- Visual C++ 2008 Express Edition
- Visual C# 2008 Express Edition
- Visual Web Developer 2008 Express Edition
- Expression Studio 4 Ultimate (součástí je Web, Blend, Media a Design)
- Microsoft SQL Server 2008 R2 Developer
- Microsoft SQL Server Express
- Windows Server 2008 R2 Standard
- Windows Server 2008 Standard
- Windows Server 2003
- XNA Game Studio 4.0
- Robotics Developer Studio 2008 R3
- Windows Embedded Compact 7
- Windows Embedded Standard 7
- Windows Embedded CE 6.0
- Microsoft Virtual PC
- Microsoft Certification Exam
- Small Basic
- Microsoft Mathematic
- Microsoft MultiPoint Mouse SDK
- Microsoft Certification Exam
- Windows Mobile
- KODU Game Lab
- Pluralsight